# El meu passat prohibit
 El meu passat prohibit  (original: My Forbidden Past) és una pel·lícula estatunidenca dirigida per Robert Stevenson, estrenada el 1951 i doblada al català.

## Argument
Nova Orleans dècada de 1890, Barbara Beaurevel (Ava Gardner) és una jove bellesa de família modesta que, després d'heretar una gran fortuna, decideix venjar-se de Mark Lucas (Robert Mitchum), un metge del qual està enamorada però que ja està compromès amb una altra dona.

## Repartiment
- Robert Mitchum: Dr. Mark Lucas, un investigador de la Universitat Tulane, vell promès de Barbara
- Ava Gardner: Barbara Beaurevel, una dona de la millor societat de Nova Orleans que s'esforça a destruir la parella de Mark
- Melvyn Douglas: Paul Beaurevel, el cosí poc escrupolós i còmplice de Barbara
- Lucile Watson: La tia Eula Beaurevel
- Janis Carter: Corinne Lucas, una bonica rossa, la dona de Mark
- Gordon Oliver: Clay Duchesne, un ric aspirant de Barbara
- Basil Ruysdael: Dean Cazzley, el mentor de Mark a la Universitat Tulane
- Clarence Muse: Pompey
- Walter Kingsford: El coronel
- Jack Briggs: El cosí Philippe
- Will Wright: Luther Toplady, un advocat
- Barry Brooks: Un policia
- Cliff Clark: El venedor de cavalls
- Daniel De Laurentis: El noi de l'espelma
- George Douglas: L'adjunt
- Watson Downs: El recepcionista de l'hotel
- Everett Glass: El doctor gran
- Johnny Lee: venedor de joguina

## Galeria

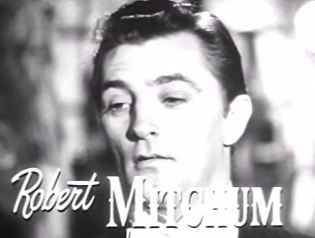
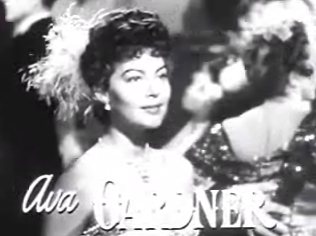
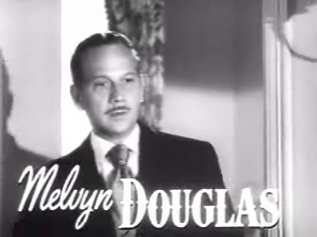
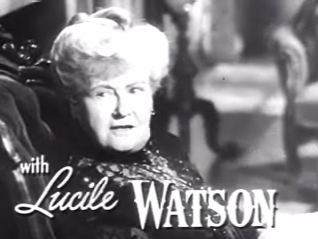
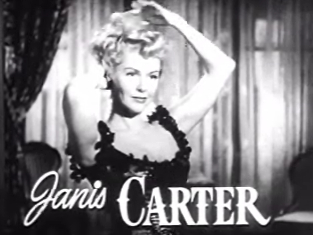